# Alan Ladd
Alan Walbridge Ladd (Hot Springs, 3 settembre 1913 – Palm Springs, 29 gennaio 1964) è stato un attore statunitense.
Fu uno dei più celebri volti del cinema hollywoodiano negli anni '40, in special modo nei film di genere hard boiled (o noir statunitense) dove formò insieme a Veronica Lake una delle coppie cinematografiche più famose.

## Biografia
Figlio di Alan Sr., un esattore sempre in viaggio per lavoro, e di Ina Raleigh, un'immigrata inglese, rimase orfano di padre all'età di quattro anni e seguì quindi la madre nei suoi successivi spostamenti dalla città natia nell'Arizona, a Oklahoma City e, infine, in California. Terminati gli studi, svolse diversi lavori fra cui il benzinaio, il venditore di hot dog e il bagnino. Si avvicinò anche al giornalismo, ma con poco successo, mentre ottenne qualche discreto risultato nello sport, dedicandosi ai tuffi dal trampolino.
Nel 1931 si allenò seriamente per cercare di partecipare alle Olimpiadi dell'anno successivo, ma rinunciò a seguito di un infortunio. Provò a quel punto con la recitazione e, grazie al suo aspetto gradevole, a dispetto della bassa statura (1,68 cm) ottenne una scrittura come attore generico presso la casa cinematografica Paramount. Nell'ottobre del 1936 sposò Marjorie Jane Harrold e l'anno dopo nacque il figlio Alan, Jr. (in seguito produttore cinematografico). Da principio interpretò piccoli ruoli in film come L'isola delle anime perdute (1933) e in Quarto potere (1940).

### Carriera
Nel 1942 si sposò in seconde nozze con l'ex attrice del muto Sue Carol, da cui ebbe due figli, Alana e David. Nello stesso anno, grazie al sostegno della moglie, divenuta sua agente, Ladd ottenne finalmente un ruolo da protagonista nel film poliziesco Il fuorilegge (1942) con Veronica Lake, la diva con cui formò una coppia di grande successo: entrambi biondi, di bassa statura e dallo sguardo misterioso. Dopo il grande successo de Il fuorilegge, Ladd apparve in diversi ruoli da protagonista in film di ogni genere, in particolare western e polizieschi, tornando al fianco di Veronica Lake in altre tre pellicole: La chiave di vetro (1942), tratto da un romanzo di Dashiell Hammett, La dalia azzurra (1946), sceneggiato da Raymond Chandler e Saigon (1948).
Con le sue successive interpretazioni, in particolare il ruolo del tormentato protagonista ne Il grande Gatsby (1949), Ladd si dimostrò uno degli attori di punta della Paramount, perché i film che lo vedevano protagonista, pur a basso costo, riscuotevano ottimi risultati al botteghino. La modesta qualità di alcuni di questi film impedì però ad Alan Ladd di evolversi professionalmente e di esprimere al massimo le sue doti: all'inizio degli anni cinquanta l'attore pareva destinato ad un mesto declino.
La svolta arrivò però improvvisamente nel 1953, con il ruolo di Shane nel western Il cavaliere della valle solitaria, di George Stevens, il maggior successo della sua carriera. Il personaggio è entrato nella storia del cinema ed è considerato uno dei più riusciti eroi del genere western. Finalmente Ladd poté godere di quel successo e di quel prestigio attesi per molto tempo. Da idolo delle donne negli anni quaranta, l'attore divenne un beniamino dei teenager degli anni cinquanta e conobbe un nuovo trionfo anche sotto il profilo della critica.

### Gli ultimi anni

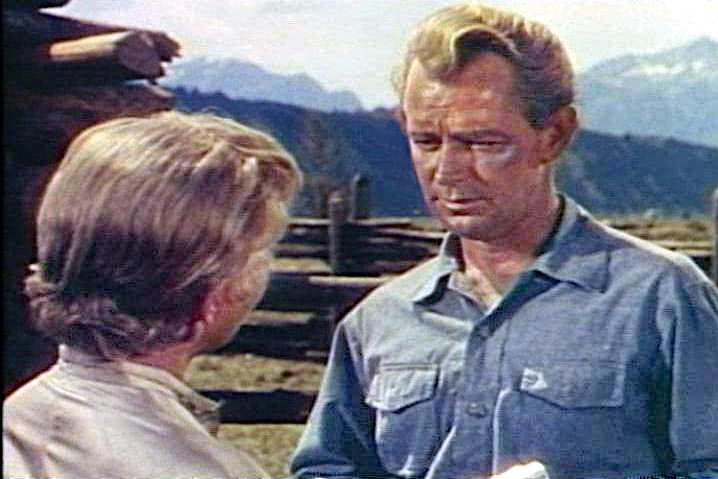
Alan Ladd e Jean Arthur in Il cavaliere della valle solitaria (1953)

Ladd continuò a lavorare in parti da protagonista in film di minor prestigio e spesso insipidi, seppur di successo. Nel 1957 affiancò Sophia Loren in Il ragazzo sul delfino. 
La celebrità e, però, la contemporanea amarezza di non sentirsi considerato un grande attore portarono Ladd sulla strada della solitudine, dell'insicurezza e dell'alcolismo. Interpretò ancora qualche film da protagonista nella seconda metà degli anni cinquanta, come Le giubbe rosse del Saskatchewan (1954), di Raoul Walsh, i western Rullo di tamburi (1954) e Gli uomini della terra selvaggia (1958), entrambi di Delmer Daves, e il noir Imputazione omicidio (1959), di Michael Curtiz, senza però riuscire a evitare un inesorabile declino.
Nel novembre 1962 rimase ferito da un colpo d'arma da fuoco: le cronache dell'epoca riportarono il fatto come un tentativo fallito di suicidio, malgrado la versione ufficiale fornita alla stampa parlasse di un incidente. L'attore era ormai segnato dall'alcool, dalla depressione (malattia che già aveva portato al suicidio la madre) e da crescenti difficoltà nell'affrontare la recitazione. In queste condizioni, accettò ancora una parte di secondo piano ne L'uomo che non sapeva amare (1964).
Morì nel sonno quello stesso anno, all'età di cinquant'anni, nella sua casa di Palm Springs a causa, secondo l'autopsia, di una mistura di tranquillanti e alcool che gli aveva causato un edema cerebrale; venne trovato morto dal maggiordomo attorno alle 3:30 di notte, mentre voleva accertarsi che dormisse. Il funerale si tenne sabato 1º febbraio nella chiesa del cimitero Forest Lawn Memorial Park di Glendale, sulle note de Il cavaliere della valle solitaria suonate dall'organista; il regista George Stevens fu uno dei portatori del feretro.
Il figlio David Ladd, produttore cinematografico, è stato sposato dal 1973 al 1980 con l'attrice Cheryl Ladd.

## Filmografia parziale

### Cinema
- Il figlio del disertore (Tom Brown of Culver), regia di William Wyler (1932)
- Once in a Lifetime, regia di Russell Mack (1932)
- L'isola delle anime perdute (Island of Lost Souls), regia di Erle C. Kenton (1933) - non accreditato
- Belve su Berlino (Hitler - Beast of Berlin), regia di Sam Newfield (1939)
- Meet the Missus, regia di Malcolm St. Clair (1940)
- La colpa di Rita Adams (Paper Bullets), regia di Phil Rosen (1941)
- Quarto potere (Citizen Kane), regia di Orson Welles (1941)
- Il fuorilegge (This Gun for Hire), regia di Frank Tuttle (1942)
- La chiave di vetro (The Glass Key), regia di Stuart Heisler (1942)
- Il disertore (Lucky Jordan), regia di Frank Tuttle (1942)
- Signorine, non guardate i marinai (Star Spangled Rhythm), regia di George Marshall e A. Edward Sutherland (1942)
- Cina (China), regia di John Farrow (1943)
- Il grande silenzio (And Now Tomorrow), regia di Irving Pichel (1944)
- La corsa della morte (Salty O'Rourke), regia di Raoul Walsh (1945)
- I forzati del mare (Two Years Before the Mast), regia di John Farrow (1946)
- La dalia azzurra (The Blue Dahlia), regia di George Marshall (1946)
- Eroi nell'ombra (O.S.S.), regia di Irving Pichel (1946)
- Calcutta, regia di John Farrow (1947)
- Corsari della terra (Wild Harvest), regia di Tay Garnett (1947)
- Rivista di stelle (Variety Girl), regia di George Marshall (1947)
- Saigon, regia di Leslie Fenton (1948)
- Codice d'onore (Beyond Glory), regia di John Farrow (1948)
- Smith il taciturno (Whispering Smith), regia di Leslie Fenton (1948)
- Ultimatum a Chicago (Chicago Deadline), regia di Lewis Allen (1949)
- Il grande Gatsby (The Great Gatsby), regia di Elliott Nugent (1949)
- Il marchio di sangue (Branded), regia di Rudolph Maté (1950)
- La spia del lago (Captain Carey, U.S.A.), regia di Mitchell Leisen (1950)
- Il cerchio di fuoco (Appointment with Danger), regia di Lewis Allen (1951)
- La montagna dei sette falchi (Red Mountain), regia di William Dieterle (1951)
- L'amante di ferro (The Iron Mistress), regia di Gordon Douglas (1952)
- Bagliori ad Oriente (Thunder in the East), regia di Charles Vidor (1952)
- I deportati di Botany Bay (Botany Bay), regia di John Farrow (1953)
- Il cavaliere della valle solitaria (Shane), regia di George Stevens (1953)
- La legione del Sahara (Desert Legion), regia di Joseph Pevney (1953)
- Berretti rossi (The Red Beret), regia di Terence Young (1953)
- Inferno sotto zero (Hell Below Zero), regia di Mark Robson (1954)
- Le giubbe rosse del Saskatchewan (Saskatchewan), regia di Raoul Walsh (1954)
- Il cavaliere del mistero (The Black Knight), regia di Tay Garnett (1954)
- Rullo di tamburi (Drum Beat), regia di Delmer Daves (1954)
- La baia dell'inferno (Hell on Frisco Bay), regia di Frank Tuttle (1955)
- Una tigre in cielo (The McConnell Story), regia di Gordon Douglas (1955)
- Santiago, regia di Gordon Douglas (1956)
- Orizzonti lontani (The Big Land), regia di Gordon Douglas (1957)
- Il ragazzo sul delfino (Boy on a Dolphin), regia di Jean Negulesco (1957)
- Acque profonde (The Deep Six), regia di Rudolph Maté (1958)
- L'orgoglioso ribelle (The Proud Rebel), regia di Michael Curtiz (1958)
- Gli uomini della terra selvaggia (The Badlanders), regia di Delmer Daves (1958)
- Imputazione omicidio (The Man in the Net), regia di Michael Curtiz (1959)
- Tuoni sul Timberland (Guns of the Timberland), regia di Robert D. Webb (1960)
- La pelle degli eroi (All the Young Men), regia di Hall Bartlett (1960)
- Un piede nell'inferno (One Foot in Hell), regia di James B. Clark (1960)
- Orazi e Curiazi, regia di Ferdinando Baldi, Terence Young (1961)
- La notte delle iene (13 West Street), regia di Philip Leacock (1962)
- L'uomo che non sapeva amare (The Carpetbaggers), regia di Edward Dmytryk (1964)

### Televisione
- General Electric Theater – serie TV, episodi 3x11-4x07-6x16 (1954-1958)
- Kings Row – serie TV, episodio 1x01 (1955)

## Doppiatori italiani[7]
- Augusto Marcacci in Il fuorilegge, La chiave di vetro, Cina, Il grande silenzio, La corsa della morte, I forzati del mare, La dalia azzurra, Eroi nell'ombra, Calcutta, Corsari della terra, Rivista di stelle, Saigon, Codice d'onore, Smith il taciturno, Ultimatum a Chicago, Il grande Gatsby, Il marchio di sangue, La spia del lago, Il cerchio di fuoco, La montagna dei sette falchi, Bagliori ad Oriente, I deportati di Botany Bay, Il cavaliere della valle solitaria, Le giubbe rosse del Saskatchewan, Il cavaliere del mistero
- Stefano Sibaldi in L'amante di ferro, Rullo di tamburi, La baia dell'inferno, Una tigre in cielo, Santiago
- Gualtiero De Angelis in Inferno sotto zero, Orizzonti lontani, Il ragazzo sul delfino, Acque profonde, Un piede nell'inferno
- Giulio Panicali in Il disertore, La legione del Sahara, Berretti rossi
- Giuseppe Rinaldi in Il dominatore del mare, Imputazione omicidio, La pelle degli eroi
- Nando Gazzolo in Ore di angoscia, L'uomo che non sapeva amare
- Sergio Fantoni in Gli uomini della terra selvaggia
- Emilio Cigoli in Orazi e Curiazi
- Gino La Monica in La chiave di vetro (ridoppiaggio anni '80)
- Michele Kalamera in Smith il taciturno (ridoppiaggio)